# 穆罕默德·卡维德
穆罕默德·卡维德（鄂圖曼土耳其語：‎，1875年—1926年8月26日），是鄂图曼帝国的经济学家、作家和政治家。卡维德作为联合进步委员会成员在1908年帝国第二次行宪后当选为众议员，并于1909年至1911年入阁任财政大臣。三帕夏掌权后他曾短暂流亡到马赛，但在1914年3月回任财政大臣，之后由于反对帝国参与第一次世界大战而辞职。卡维德于战后被协约国占领当局缺席判处15年劳役，他随即迁往瑞士直到1922年返回土耳其投身革命运动。土耳其共和国建立后他因为被指控涉嫌暗杀凯末尔总统而遭到逮捕，在1926年8月同纳齐姆博士、耶尼巴赫切利·奈尔贝伊等人被处决。